# Kaspar (album)
Pour les articles homonymes, voir Kaspar.
Kaspar est le troisième album de Diane Obomsawin, sous le pseudonyme de Obom, publié par L'Oie de Cravan en 2007.
L'autrice découvre ce récit à travers le film de Werner Herzog sur "l'orphelin de l'Europe". Elle choisit d'explorer ce sujet avec le désir de s'investir dans une recherche savante en bibliothèque. L'ouvrage portant sur les Écrits de et sur Kaspar Hauser, et comprenant un chapitre entier rédigé par le principal intéressé, constitue sa principale source d'inspiration .
La bande dessinée reçoit un accueil critique favorable.

## Synopsis
Kaspar constitue l'adaptation de la vie de Kaspar Hauser, un adolescent âgé d'environ seize ans qui aurait vécu en captivité jusqu'à son apparition sur la place de Nuremberg, le 26 mai 1828. Tenant à la main des lettres de recommandation, une énigme subsiste néanmoins quant à ses origines. L'oeuvre raconte ses apprentissages en leur associant une dimension poétique.  

## Adaptation
Un film d'animation, sorti en 2012 et qui porte le même titre, adapte le récit raconté dans l'album pour en "faire un objet poétique à partir de cette histoire".

## Prix et récompenses
Lauréat 2007, Prix Expozine de l'édition alternative, Meilleur livre au Canada.
Lauréat 2008, Grand prix de la Ville de Québec au FBDFQ.